# 中国共产主义青年团广西壮族自治区委员会
中国共产主义青年团广西壮族自治区委员会（简称共青团广西区委）是中国共产主义青年团在广西壮族自治区的地方组织机构，接受中共广西壮族自治区委和共青团中央的领导。主要负责青年工作。

## 历史沿革
1950年3月，成立中国新民主主义青年团广西省工作委员会（简称团省工委）。1953年5月，召开全省第一次团员代表大会，选举产生第一届委员会，宣告成立中国新民主主义青年团广西省委员会（简称团省委）。1957年5月，更名为中国共产主义青年团广西省委员会（简称共青团省委）。1957年7月，廣西省撤销；1958年3月，成立广西僮族自治区。共青团省委随后更名为中国共产主义青年团广西壮族自治区委员会（简称团区委）。
1966年文化大革命开始后，团组织受到冲击。1969年下半年，组织机构不复存在。1970年12月20日，根据中共九届一中全会精神，广西壮族自治区革命委员会政工组开始在桂平县试建团县委。至1973年5月，广西各地、市、县整团建团工作基本结束。1973年5月25日至31日，共青团广西壮族自治区第五次团员代表大会在南宁召开，选举产生了新一届团区委，团的工作走上正常轨道。

## 主要职责
根据《中国共产主义青年团章程》，中国共产主义青年团广西壮族自治区委员会的主要职责是：
充分发挥共青团组织政治功能，完善和开拓青年团在社会主义市场经济体制下的社会功能，积极承担省委和省政府委托的青少年事务，密切联系广大团员青年，发挥先锋队和主力军作用。

## 机构设置
内设部门
- 办公室
- 组织部（机关党委）
- 宣传部（广西青年志愿者秘书处、西部计划广西项目办）
- 城市青年工作部（广西青年企业家协会秘书处、广西青年创业创新协会秘书处）
- 农村青年工作部
- 学校部（广西学联秘书处）
- 少年部（广西少工委办公室）
- 统战和联络部（广西青年联合会秘书处）
- 维护青少年权益部（广西自治区预防办）

直属事业单位
- 广西希望工程办公室
- 广西团校（中国（广西）国际青年交流学院、广西青年干部学院）
- 广西少年报社
- 金色年华杂志社
- 广西希望高中

## 历届常委会
第一届
- 任期：1953年5月－1956年9月
- 书记：田心
- 副书记：潘古、韩秉文、孙鸿泉

第二届
- 任期：1956年9月－1959年12月
- 书记：陈生
- 副书记：潘古、韩秉文、孙鸿泉

第三届
- 任期：1959年12月－1963年10月
- 书记：石更
- 副书记：孙鸿泉、陈澜

第四届
- 任期：1963年10月－1973年5月
- 书记：石更 → 孙鸿泉（1964年10月任）
- 副书记：孙鸿泉、余达佳（1964年4月任）

第五届
- 任期：1973年5月－1979年2月
- 书记：梁吉泉（排名第一）、颜景堂（排名第二）、闭文明（1976年9月任，排名第三）
- 副书记：刘美荣、唐以豪、莫家裕、梁梅芬、周卫红、卢黄基、梁进杰（1975年5月任）、张自华（1976年9月任）

第六届
- 任期：1979年2月－1982年8月
- 书记：梁进杰
- 副书记：唐以豪、卢黄基、张自华、闭文明、黄玉英

第七届
- 任期：1982年8月－1987年8月
- 书记：刘义强 → 覃彦瑞（1984年7月任）
- 副书记：陈柱雄、闭文明、罗业芬、覃彦瑞（1982年8月－1984年7月）、梁冠平、覃耀武（1985年3月任）、杨才寿（1986年3月任）

第八届
- 任期：1987年8月－1992年12月
- 书记：覃彦瑞 → 陈其娴（1991年10月任）
- 副书记：陈其娴（1987年8月－1991年10月）、覃耀武、杨才寿、赵桂华、黄少琴、宋晓天（1992年4月任）、温卡华（1992年8月任）

第九届
- 任期：1992年12月－1997年12月
- 书记：温卡华（1994年6月任）
- 副书记：温卡华、蒋明红、王体先（1993年9月任）、陈洛（1994年6月任）、吴玉斌（1994年11月任）、潘慧（1994年11月任）

第十届
- 任期：1997年12月－2002年8月
- 书记：梁颖 → 余远辉（2001年9月任）
- 副书记：吴玉斌、唐中克、陈映红、甘霖、全桂寿（2000年8月任）

第十一届
- 任期：2002年8月－2007年10月
- 书记：余远辉（2002年8月－2006年9月） → 全桂寿（2006年9月任）
- 副书记：

第十二届
- 任期：2007年10月－2012年9月
- 书记：全桂寿（2007年10月－2009年2月） → 李泽（2009年2月－2012年6月） → 白松涛（2012年6月任[4]）
- 副书记：

第十三届
- 任期：2012年9月[5]－2017年9月
- 书记：白松涛 → 李楚（2017年5月任[6]）
- 副书记：严霜、黄世芳、刘玄启、郑胜景

第十四届
- 任期：2017年9月－
- 书记：李楚（2017年9月－2021年6月） → 蒙启鹏（2021年10月任[7]）
- 副书记：